# Hendrik van Halmale I
Hendrik van Halmale I (Antwerpen, 1 maart 1549 – Antwerpen, 1614) was stadsmagistraat en burgemeester van Antwerpen in de Spaanse Nederlanden. Het Romeins cijfer I onderscheidt hem van zijn zoon Hendrik.

## Levensloop

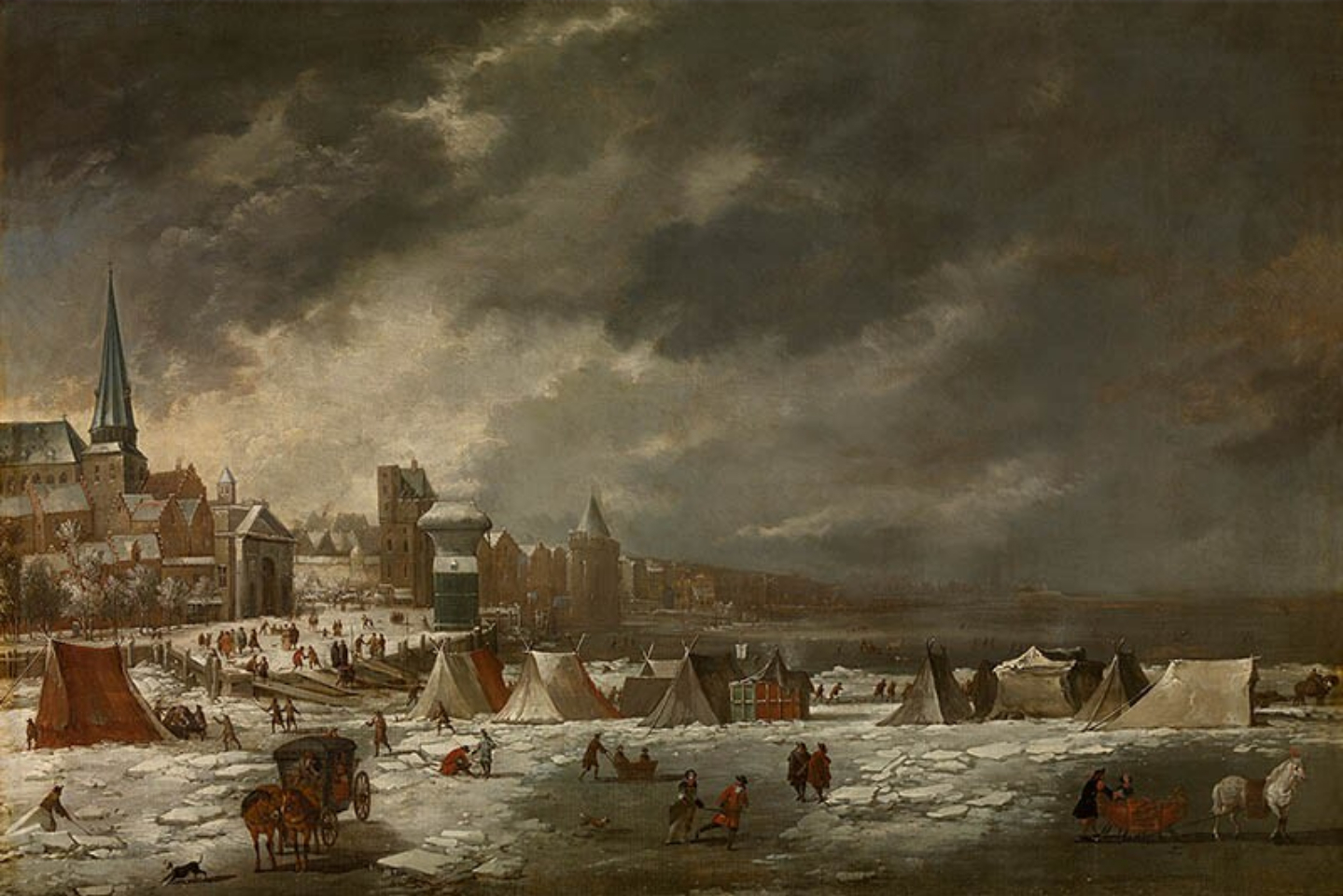
Antwerpen in de 17e eeuw, met bevroren Schelde

Van Halmale stamde uit een familie van stadsmagistraten in Antwerpen, in het hertogdom Brabant. Hij was de zoon van Costen van Halmale en Katline van Werve. Brabant behoorde tot de Spaanse Nederlanden. Van Halmale huwde in 1590 met Margriet Tseraerts, dochter van Maximiliaan Tseraerts die burgemeester was van Brussel. Hij had een zoon, Hendrik II genoemd, die stadsmagistraat in Antwerpen werd zoals vader van Halmale.

## Jurist
Van Halmale volgde middelbare studies in Antwerpen en in Lier. Nadien behaalde hij aan de universiteit van Leuven het diploma in de Artes (1568) en aan de universiteit van Dowaai het diploma van jurist in de beide rechten, namelijk kerkelijk recht en burgerlijk recht (1572).
Hij was gedurende vele jaren stadsmagistraat in Antwerpen. Via de lakengilde geraakte hij benoemd tot schepen van Antwerpen (1577-1612). Daarnaast werd hij ook meerdere malen burgemeester van Antwerpen in de periode 1591-1609. Zijn beleid was voluit gericht op de koning van Spanje, Filips II, in een tijd waarin Antwerpen vele inwoners had zien vertrekken naar de Republiek na het Beleg van Antwerpen (1584-1585). In 1598 verleende Filips II hem de titel van ridder voor bewezen diensten aan de stad en aan de Spaanse Nederlanden.